# Maria Steinfels (Landau)

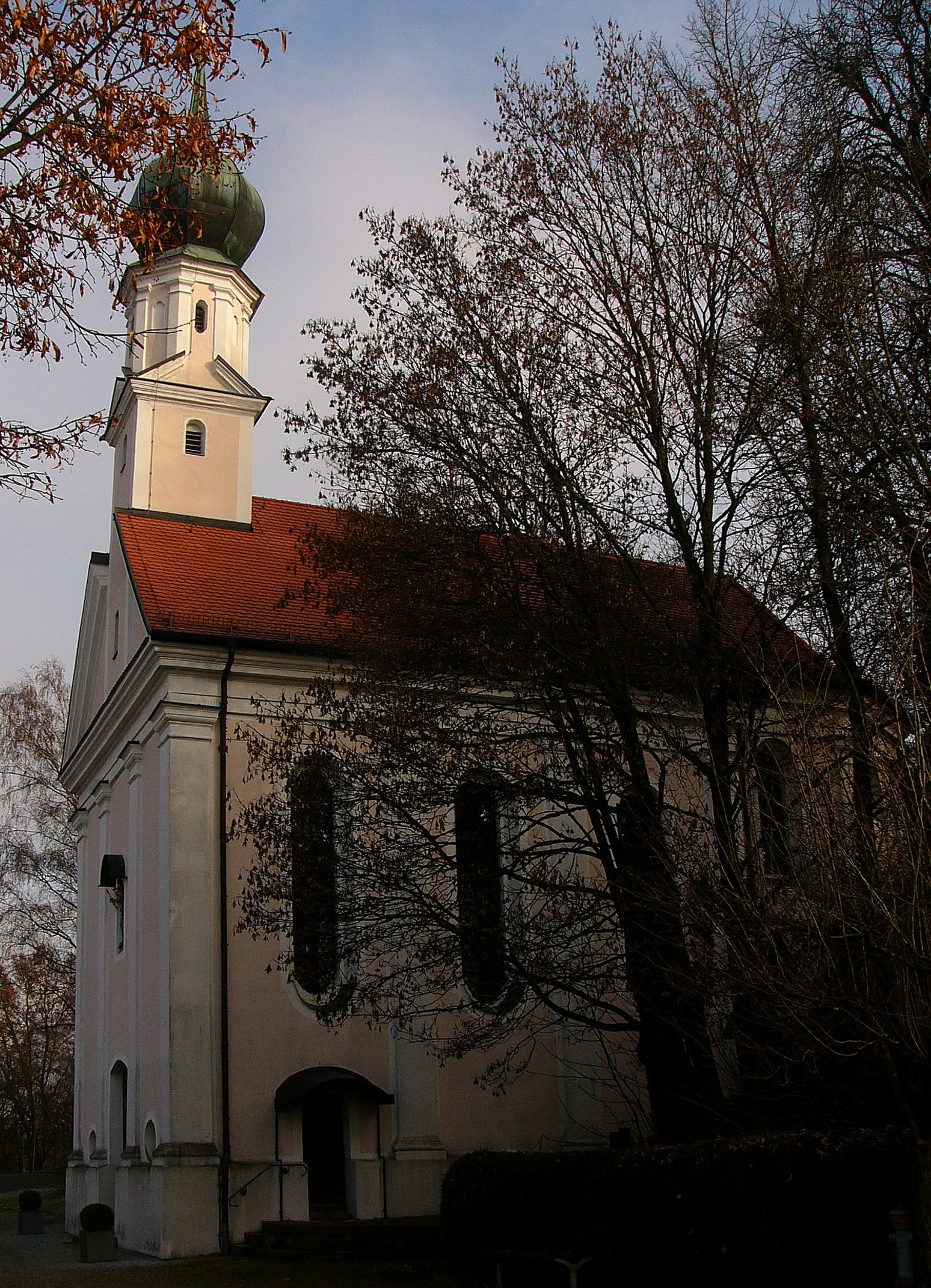
Außenansicht der Wallfahrtskirche Maria Steinfels von Westen

Die römisch-katholische Kirche Maria Steinfels (auch: Steinfelskirche, Wallfahrtskirche Maria im Steinfels, Wallfahrtskirche zur Drei Mal großen Mutter im Steinfelsen) in der niederbayerischen Stadt Landau an der Isar ist eine barocke Wallfahrtskirche, die von 1698 bis 1700 unter Einbeziehung einer Felsgrotte als Ort der Marienverehrung errichtet wurde. Das Patrozinium des Kirchleins ist Mariä Heimsuchung (Gedenktag: 2. Juli).

## Geschichte
Die Entstehung der Wallfahrt geht zurück auf ein Erlebnis des Landauer Sattlermeisters und Bürgerwehr-Feldwebels Christoph Christi im Dreißigjährigen Krieg. Im Kampf gegen die Schweden wurde er 1645 durch die Anrufung der Mutter Gottes aus höchster Not gerettet. Zwei Jahre später erwarb er ein Marienbildnis, in dem er die wundertätige Erscheinung wiedererkannte. Zunächst stellte er es lediglich zu privater Andacht in einer Felsgrotte östlich der Unteren Stadt von Landau auf. Im Jahr 1658 machte er es auf einer Bildsäule der öffentlichen Verehrung zugänglich, in den Jahren 1680 bis 1682 ließ er diese aufgrund des regen Zulaufs mit einem ersten Kapellenbau umgeben.
Bald entwickelte sich die Kapelle zu einer beliebten Wallfahrtsstätte, die von vielen Besuchern aus dem gesamten unteren Isartal aufgesucht wurde. Deshalb wurde 1698 mit dem Neubau der heutigen Barockkirche begonnen, der im Jahr 1700 vollendet, aber erst 1726 geweiht wurde. Die Wallfahrt erhielt weitere Bekräftigung, als während der Bauarbeiten eine kleine Marienfigur zutage kam, die mit dem Gnadenbild identisch war. Diese gelangte auf unbekanntem Weg zunächst nach Irlbach bei Straubing und wurde von dort in einer feierlichen Prozession wieder in die Steinfelskirche übertragen. Die seelsorgerische Betreuung der Wallfahrt übernahm bis zur Säkularisation 1802 der Franziskanerorden.

## Beschreibung

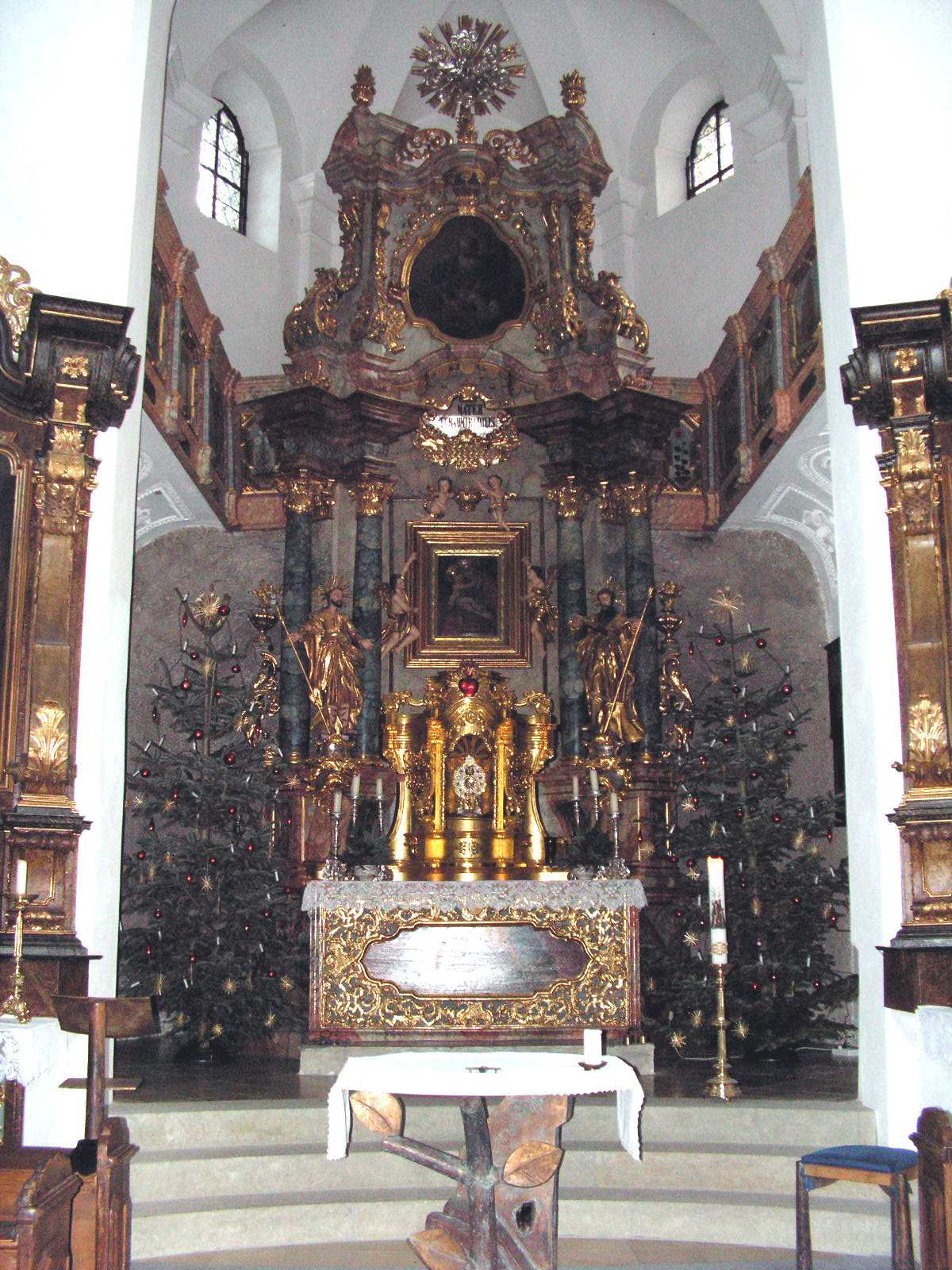
Chorraum mit Felsgrotte, Empore und Hochaltar

### Architektur
Der kleine Barockbau ist ungewöhnlicherweise nach Süden ausgerichtet, da der einjochige, dreiseitig geschlossene Chorraum die Grotte unter einem Nagelfluhfelsen mit einbezieht. Richtung Norden schließt sich das dreijochige, von Pilastern gegliederte Langhaus an. Die Fensteröffnungen sind oben und unten ausgerundet, oben außerdem minimal eingezogen. Die Sichtseite zur Straße hin bildet die Nordfassade. Diese ist durch vier Pilaster in drei gleich breite, hochrechteckige Felder geteilt. Darüber erhebt sich ein Dreiecksgiebel, der durch den Dachreiter mit Zwiebelhaube unterbrochen ist. An den Chor ist östlich eine kleine Sakristei angebaut.
Der Zugang zum Kircheninneren erfolgt über drei Portale: zwei eher schmucklose, die von Ost und West in das nördliche Langhausjoch führen, und das Hauptportal in der Nordfassade. Der hoch aufragende Innenraum wird von einem einfachen Tonnengewölbe mit Stichkappen überspannt, das aus stark profilierten Konsolen entspringt. Der Chorraum ist oberhalb der Felsgrotte auf drei Seiten von einer umlaufenden Empore umgeben. Im nördlichen Langhausjoch ist eine weitere, diesmal doppelstöckige Empore eingezogen.

### Ausstattung
Der viersäulige Hochaltar aus der Zeit um 1725 steht zentral im Chorraum und verdeckt damit Teile der Felsgrotte. Er enthält die beiden Gnadenbilder der Wallfahrt nach Maria Steinfels. Im Zentrum, also zwischen den beiden Säulenpaaren, ist die von Christoph Christi verehrte Kopie des Passauer Maria-Hilf-Gnadenbildes angeordnet. Darunter, in der Aussetzungsnische des Tabernakels, wird die kleine, offenbar bei den Bauarbeiten aufgefundene Maria-Hilf-Figur aus Alabaster verehrt. Die Figur ist in einer barocken Kustodie aus der Zeit um 1700 ausgestellt, die mit reichem Akanthusrankwerk verziert ist. Sie wurde laut Meistermarke von dem Dingolfinger Goldschmied Anton Winhardt geschaffen. Die vergoldeten Seitenfiguren stellen die Heiligen Josef und Joachim dar. Der Altaraufsatz wird von vier Voluten begleitet und ist mit einer Heilig-Geist-Taube vor einem Strahlenkranz bekrönt. Auf den seitlichen Giebelstücken bilden zwei Vasen den oberen Abschluss.
Die beiden Seitenaltäre dürften etwa gleichzeitig mit dem Hochaltar entstanden sein; allerdings sind sie deutlich einfacher gestaltet. Das Altarblatt wird jeweils von zwei Volutenpaaren flankiert. Als oberer Abschluss dient jeweils ein Kreuz über Akanthausschnitzwerk. Der rechte Seitenaltar ist der Heimsuchung Mariens gewidmet, der linke dem Tempelgang der Gottesmutter.
An der Brüstung der Empore im Chorraum sind in acht Bildfeldern Mariensymbole dargestellt. An den Emporenbrüstungen im Langhaus sind insgesamt zwölf Gemälde aus der Zeit um 1725 zu sehen, welche die Entstehungsgeschichte der Wallfahrt thematisieren. Zahlreiche Votivbilder, die von der barocken Marienverehrung zeugen, schmücken die Langhauswände. Einige davon sind volks- und heimatkundlich durchaus interessant. In Schaukästen sind weitere Votivgaben aus Wachs und Silber ausgestellt. Die Orgel stammt aus dem Jahr 1894 von Orgelbau Steinmeyer.